# Loučení se svobodou

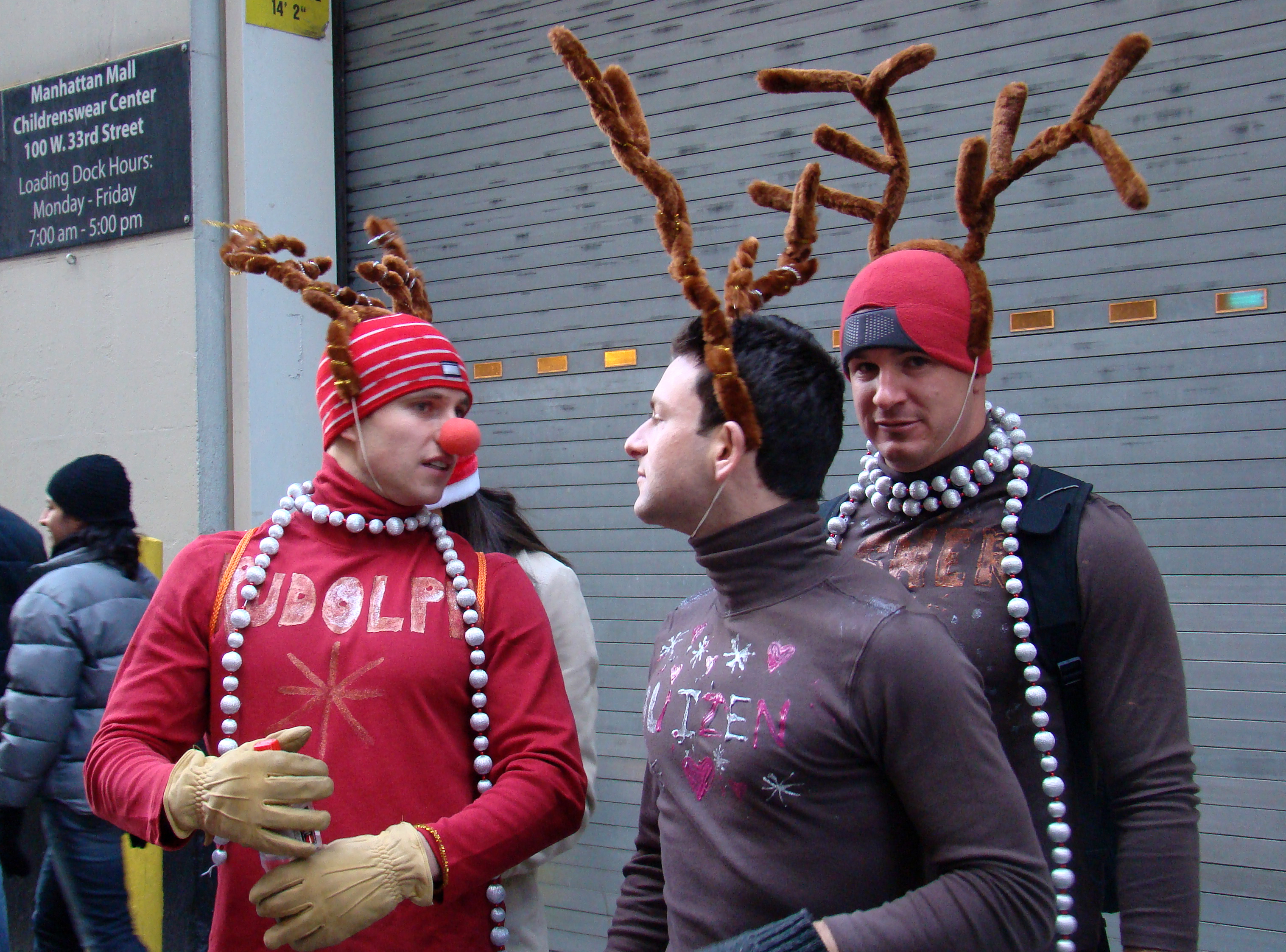
Loučení se svobodou v New Yorku

Loučení se svobodou či rozlučka se svobodou je tradiční oslavou na počest ženicha či nevěsty. Může se jednat o jednodenní, víkendovou i vícedenní akci, kterou zpravidla pořádají nejbližší přátelé snoubenců. Dříve se rozlučky pořádaly den před svatbou, aby si snoubenci užili poslední hodiny svobody, dnes se většina párů přiklání spíše k dřívějšímu konání.
Ženichovu rozlučku (anglicky stag party, bachelor party, stag night, stag do nebo stag weekend) obvykle pořádá svědek a účastní se jí jeho nejbližší přátelé. Oslava probíhá zpravidla v bujarém duchu, pořádají se pánské jízdy po barech a mnohdy nechybí ani striptérka.
Rozlučku pro nevěstu (anglicky bachelorette party či bridal shower) pořádá svědkyně či družička, kterou je obvykle sestra či nejbližší přítelkyně nevěsty. Také nevěstiny oslavy bývají bujaré, plné alkoholu a může se objevit pánský striptér. Výjimkou ale nejsou ani poklidnější dámské oslavy spojené s večeří, wellness, výletem, festivalem či ochutnávkou vín. Často během rozlučky nosí nevěsta korunku, čelenku, závoj či jiný výrazný prvek, který dává okolí vědět, že se bude vdávat.